# 市桥三桥
市桥三桥为广州市第三座横跨市桥河南北的桥梁。该桥连接番禺区的北岸的市桥街道和南岸的沙湾街道及桥南街道。该桥位于番禺区市桥大桥上游,由新旧两条桥组成。其中旧桥于1992年底建成通车运营至今，位于西面，南往北方向车道；新桥位于东面，北往南车道。